# 1261 Legia
1261 Legia este un asteroid din centura principală, descoperit pe 23 martie 1933, de Eugène Delporte.